# كثرة الوحيدات
كثرة الوحيدات (بالإنجليزية: Monocytosis)‏  هو ازدياد عدد وحيدات النواة التي تدور في الدم. تعد وحيدات النواة هي خلايا الدم البيضاء التي تتحول للخلايا البلعمية وللخلايا المتغصنة في الجهاز المناعي.
في البشر؛ يحدث مرض كثرة الوحيدات عندنا يوجد ارتفاع مستمر في عدد وحيدات النواة أكثر من 800 كل ميليمتر مكعب إلى 1000 كل ميليمتر مكعب.
يُطلق على كثرة الوحيدات أحيانًا كثرة كرات الدم البيضاء ولكن هذا الاسم عادة ما يكون مخصصًا لمرض كثرة الوحيدات العدوائية.

## الأسباب
تحدث كثرة الوحيدات غالبًا أثناء الالتهابات المزمنة. الأمراض التي تسبب حالة التهابية مزمنة هي:
- العدوي مثل: مرض السل، داء البرويسلات، داء الليستريات، التهاب الشغاف، مرض الزهري، والتهابات فيروسية أخرى والالتهابات التي تسببها الكائنات الأولية والريكتيسا مثل داء الليشمانيات الحشوي والملاريا وحمى الجبال الصخرية المبقعة
- أسباب ترجع إلى الدم والمناعة: مرض قلة الخلايا المتعادلة المزمن ومرض التكاثر النقوي.
- أمراض مناعية ذاتية والتهاب الأوعية: مثل مرض الذئبة الحمامية الشاملة، التهاب المفاصل الروماتويدي، وداء الأمعاء الالتهابي.
- الأورام: لمفوما هودجكين، وسرطانات الدم مثل السرطان الوحيدي القنوي ولوكيميا الوحيدات.
- السمنة المفرطة.
- مرحلة الشفاء من مرض قلة الخلايا المتعادلة أو من عدوى حادة.
- أسباب متعددة مثل الساركويد ومرض تخزين الدهون.

أثناء تلك المراحل من الالتهابات الشديدة يمكن لمرض كثرة الوحيدات أن يدمر الأنسجة لأنه يزيد من نشاط الاستجابة المناعية وتُمنع الالتهابات من الشفاء كما يُري في الحالات التي يحدث لها تعفن الدم.

## التشخيص
- اختبار الدم (CBC) حيث يكون المعدل الطبيعي للوحيدات من 1-10%، والمعدل الطبيعي في لذكور هو 0.2-0.8 x 103/ميكرولتر
- اختبار الدم لفحص كثرة الوحيدات حيث النطاق غير الطبيعي يكون أكبر من 10%، ويكون النطاق غير الطبيعي في الذكور أكبر من 0.8 x 103/ميكرولتر

## العلاج
يكون العلاج بعلاج أسباب الحالة.